# 沃伦·巴菲特
華倫·愛德華·巴菲特（英語：Warren Edward Buffett，/ˈbʌfɪt/ BUF-it；1930年8月30日—），出生於美國內布拉斯加州的奧馬哈，美國投資家、企業家及慈善家，被譽為世界上最成功的投資者。巴菲特是波克夏·哈薩威公司的最大股東、董事長及行政總裁。在2008年全球富豪排名第一，2017年第2。根據彭博數據顯示，巴菲特個人持有29.5萬股巴郡A股、7.9萬股巴郡B股存利現金。由於巴菲特投資股票的眼光獨到又奇特，信奉所謂「價值投資法」，投資哪種產業的股票該產業就會走紅。因此巴菲特被眾多投資人尊稱為股神。
巴菲特常被稱為“奧瑪哈的神諭”（The Oracle of Omaha），並以長期的價值投資與簡樸生活聞名。他也是著名的慈善家，並承諾捐出99%的財富，主要交由比尔及梅琳达·盖茨基金会來運用。巴菲特此一大手筆的慈善捐贈，創下了美國有史以來的紀錄。
2022年5月，波克夏·海瑟威公司股東以接近9比1的比例投票支持巴菲特繼續擔任董事長和執行長。2025年5月，巴菲特宣布自己會于當年年底辞去波克夏·海瑟威首席执行官一职。

## 家族背景
- 曾祖父席德尼·巴菲特（Sydney Homan Buffett，1848年-1927年5月27日），於1869年从纽约搬到奥马哈，在當地經營一家杂货店。先祖母是Evelyn A. Ketcham（1850年9月11日-1886年8月11日）。先祖夫婦於1870年11月10日結婚，育1子。
- 他的祖父Ernest Platt Buffett（1877年2月3日-1946年9月22日）在奧馬哈經營一家雜貨店，祖母Henrietta Duval Buffett（1873年7月16日-1921年1月19日）。祖母1921年過世後，祖父1922年娶第二任妻子Belle Bailey Buffett（1883年-1924年），但繼祖母Belle於1924年病逝。
- 他的父親是·巴菲特（Howard Buffett，1903年8月13日-1964年4月30日），共和党员，曾在内布拉斯加大学所办的报纸担任编辑，婚後從事過證券經紀人的工作，曾任1942至1948以及1950至1952年间四届的美国国会众议员。曾将加薪部份的2,500美元，主動退还给美国财政部。巴菲特在8岁时，被父亲带到纽交所，由高盛董事接引。巴菲特非常敬爱他的父亲，以Pop称呼他，他的父亲則称他为火球。1964年死于癌症。
- 他的母親是萊拉·巴菲特（Leila Stahl Buffett，1904年3月18日-1996年8月30日），1924年與霍華·巴菲特結婚，于1996年8月30日逝世，当天是巴菲特66岁生日。
- 他的姑姑爱丽丝，终身未嫁，多年来一直是高中老师，曾任教于奥玛哈的班森高中，巴菲特透过巴菲特基金会，每年颁发奖金给十五位老师，以纪念爱丽丝。
- 巴菲特另外还有两个姊妹，多丽丝（Doris）和伯蒂（Bertie）。

## 早年
巴菲特出生於內布拉斯加州的奥马哈市区一家老旧的医院，他生在一个富裕的家庭，父親是兩任美國國會議員與成功的商人。巴菲特有兩個姐妹，桃莉絲（Doris）和柏蒂（Bertie）。祖父則在奧馬哈經營一家雜貨店，五岁时巴菲特就在祖父經營的雜貨店摆地摊兜售口香糖。稍大以後，他和朋友到球场撿拾打過的高尔夫球，然后转手倒賣回球場或客人。上中学时，除利用课余做报童外，他还与伙伴合伙将弹子球游戏机出租给理发店老闆们，爭取外快。
11歲的巴菲特，開始在父親的證券經紀商工作，同年也是他頭一次買進股票。他以每股38美元，買進Cities Services的優先股，但在股價達到40美元即予以賣出，不料隨後股價一路上揚，幾年後竟站上200美元，這讓他明瞭投資績優企業、並長期持有股權的重要性。在父親的推薦下，14歲的他以兩份送報工資所存下來的1200美元，買下40英畝的土地，並且把這些土地轉租給佃農。富裕的家庭與早期對投資的接觸對巴菲特有很大的幫助，他在大學畢業時已有近10000美元（2016年的100000美元）的積蓄。
1942年，他的父亲第一次当选为美国国会众议员，与家人搬到华盛顿特区后，沃伦完成了小学学业，在爱丽丝·迪尔初中就读，并于1947年从当时的伍德罗·威尔逊高中毕业，他的高年级年刊照片上写着："喜欢数学；未来的股票经纪人。"在完成高中学业并在副业创业和投资方面获得成功后，巴菲特想跳过大学直接从商，但被他父亲否决了。
1947年，17歲的巴菲特進入賓夕法尼亞大學的，後來轉到內布拉斯加大学林肯分校並在19歲取得商業管理學士學位。在校期間，他是阿爾法·西格瑪·斐兄弟會（Alpha Sigma Phi Fraternity）的成員。在閲讀班傑明·葛拉漢（Benjamin Graham）的著作（The Intelligent Investor）後，也奠定華倫·巴菲特在投資方面的興趣與基礎。
1950年，在被哈佛商學院拒絕後，巴菲特得知班傑明·葛拉漢在哥伦比亚商学院任教，於是申請進入該校就讀，並在1951年取得經濟學碩士學位。一些將在未來嶄露頭角的價值投資者，如沃尔特·施洛斯（Walter Schloss)及欧文·卡恩（Irving Kahn），也是同期葛拉漢的學生。而另外一位對巴菲特投資哲學產生重大影響的人，是知名的投資家兼作家菲利普·费雪（Philip Fisher）。在證券分析這堂課中，葛拉漢給了巴菲特A+，這在葛拉漢的學生中是絕無僅有的。
投資的根本想法是，把股票視為企業，而利用市場的波動為你的優勢，進而找到一個安全邊際。這就是葛拉漢教給我們的。即使一百年後，這也會是投資的根本。
 — Warren Buffett

## 商業生涯

### 早期
巴菲特在1951-1954年在Buffett-Falk & Co.公司擔任投資推銷員，1954-1956年在Graham-Newman Corp擔任證券分析師，1956-1969年在Buffett Partnership, Ltd公司擔任合夥人，以及1970年至今，波克夏海瑟威公司的董事長兼執行長。
1950年，20歲的巴菲特已有9800美元（2016年的96000美元）。1951年碩士毕业后，巴菲特想要進入葛拉漢創立的投資公司葛拉漢/紐曼公司（Graham-Newman）工作，起初被葛拉漢婉拒，於是他回到父親的證券公司上班，從事業務方面的工作。終於在1954年，他如願以償，進入了葛拉漢／紐曼公司，薪水是12000美元（2016年的105000美元）。葛拉漢是個嚴格的老闆與投資者，並絕對的遵行日後被稱為葛拉漢原則的價值投資法，即要求極寬的安全邊際（內在價值-市價）。巴菲特認為合理，但也有疑問此嚴格執行規則是否會漏失某些有其他價值的股票。1956年，葛拉漢退休並結束公司。此時巴菲特已有174000美元（2016年的1500000美元）。
1956年，巴菲特聯合有限公司（Buffett Associates, Ltd.）成立，這是巴菲特第一個投資合夥事業。巴菲特僅出資100美元，擔任一般合夥人（general partner），而他請他的其中一位合夥人，一位醫生，找十位醫生各出10000美元。最後十一位都同意，共出資105000美元（2016年的840000美元），加入成為有限合夥人（limited partner）。巴菲特後來又陸續創立了幾個合夥事業，最後一起合併成巴菲特合夥事業有限公司（Buffett Partnership, Ltd.）。除了睡眠外，巴菲特的時間幾乎都花在在經營事業上面。巴菲特徹底實踐葛拉漢的價值投資哲學，這些投資在1956到1969年間，每年平均以30%以上的巨大複利成長，而一般市場的常態只有7~11%。這時期的他在投資上主要是採取以下三種模式：
1. 價值投資：買進符合安全程度（Margin of Safety），即股價低於內在價值的證券，同時在報酬/風險的特性上，符合既定標準。
2. 套利交易：發生特定與大盤變動無關的事件，如購併、清算等，掌握其股價的可能變化。
3. 控制權：買進的大量部位，聯合其他股東，或發動委託書大戰，企圖掌握公司經營權，或者影響公司。

此時資金尚不多的巴菲特遵行葛拉漢的價值投資，即嚴格強調「價格低於價值」的作法，並有許多套利交易，與後期的作法有很大不同。

## 富豪生涯
1962年1月，巴菲特有限合夥事業市值達到$7,178,500元，其中$1,025,000元屬於巴菲特。
巴菲特有限合夥事業在1962年，開始購入波克夏·哈薩威公司的股權。波克夏是一家大型的紡織公司，由於產業日益沒落，使股票的市場交易價格，低於該公司的營運資本（working capital），華倫·巴菲特最後解散了合夥事業，全心投入波克夏的經營。由於紡織產業的一蹶不振，使現任波克夏副總裁的查理·芒格視此收購為一大敗筆。巴菲特也自認：「這是留名青史的愚蠢大錯。」並認為若當時將所有資金直接購入保險事業，現在的價值會是兩倍以上。然而，在巴菲特善加運用該公司多餘現金，用以收購私人企業、及買進公開上市公司股權下，波克夏成為全球最大的控股公司之一。華倫·巴菲特的策略核心是保險公司，主要著眼於其龐大的現金部位，即「浮存金（float）」，這是保險公司為支應未來理賠所需、必須提存的預備金。本質上，這並不是保險業者所擁有，但卻可加以運用，以獲取投資收益的資金。
受到好友暨事業夥伴芒格的影響，這時期巴菲特的投資風格，跳脫了原本恪守的葛拉漢原則（完全專注於價格低於價值），開始專注在一些具有持久性競爭優勢的優質企業上。雖然過去的作法早期得到很好的成效，但隨著資金越來越多，巴菲特發現這做法無法用於於巨大的資金與長久的經營。這時，芒格的建議幫助了他。巴菲特回憶：「查理給我的建議很簡單：忘記你過去用很好的價格買進普通的企業的作法，而該用普通的價格買進很好的企業。」由於過去的成功，剛開始巴菲特並不想採納這作法。但在芒格不斷的提醒與說服之下，這作法終於成為波克夏日後最重要的投資哲學。
巴菲特將這些優勢比喻成「護城河」（一定程度的垄断），使企業得以將競爭對手，隔絕在安全距離之外。相較於「原物料（commodity）」類型的公司，由於銷售的產品欠缺差異性，因此面臨強大的競爭壓力。具有寬廣護城河的企業中，可口可樂可說是最典型的範例。因為即使口味類似，消費者還是願意支付較高的價錢，來購買可口可樂，也不願嘗試其他較一般的飲料。投資在這類寬廣護城河的企業，成為波克夏·哈薩威最令人矚目的事蹟，特別是傾向買下整間企業，而非透過公開市場交易。有鑒於此，波克夏目前持有為數眾多、在不同產業中稱霸的事業群，其中有些是專注於個別的利基市場，否則就必然具備某種可在競爭對手中脫穎而出的特性。

### 億萬富翁
1990年5月29日，波克夏股價達到$7175元，巴菲特身價達到十億美元。
在2008年富比士全球富豪排名第一成為世界首富。
在2017年3月7日，胡润研究院发布《2017胡润全球富豪榜》 （页面存档备份，存于）（Hurun Global Rich List 2017）。上榜富豪的财富计算截止日期为2017年1月15日,沃伦 巴菲特资产仅低于微软总裁比尔·盖茨成为世界第二首富。
在2019年富比士全球富豪排名第三，資產達到825億美元。
在2019美國400富豪榜以808億美元的資產排名第3名。
在2020年4月《富比士》公佈的全球富豪榜，巴菲特以淨資產675億美元，排名第4名。
在2020年9月《富比士》公佈的美國前400大富豪排名榜排名第4名，資產達735億美元。

## 慈善事業
受到第一任配偶蘇珊·湯普森的積極影響，2006年6月，華倫·巴菲特宣布將一千萬股左右的波克夏·哈薩威公司B股，捐贈給比爾與美琳達·蓋茨基金會的計劃（以2007年10月18日的股價來計算，價值大約為433.5億美元），這是美國有史以來最大的慈善捐款。自2006年開始，該基金會將在未來的每年七月，收到全部款項的5%。儘管華倫·巴菲特尚未決定是否將積極參與運作，但確定將加入蓋茲基金會的董事會。
同時，華倫·巴菲特也宣布，將其餘價值約67億美元的波克夏股票，分別捐贈給蘇珊·湯普森·巴菲特基金會（Susan Thompson Buffett Foundation）、以及他三名子女所成立基金會的計劃。這與華倫·巴菲特先前宣布，會將大多數財富移轉到巴菲特基金會的想法，有了重大的改變。這是因為華倫·巴菲特的前妻在2004年過世時，已將絕大多數的遺產，價值約26億美元，移轉到巴菲特基金會。
華倫·巴菲特的子女將繼承他財產的部分，比例不太高。這與華倫·巴菲特過去一再表示，不願意讓大量財富代代相傳的想法，是相當一致的。華倫·巴菲特曾表示：「我想給子女的，是足以讓他們能夠一展抱負，而不是多到讓他們一事無成。」，這段話後來被《CSI犯罪現場》影集所引用。
下面兩段文字，分別摘自巴菲特於1995年及1988年的談話。突顯了他對財富的想法，以及想要改變財產分配計劃的動機。
|  | 「我認為在個人財富的累積上，社會才是真正的幕後功臣。如果我身在孟加拉、或秘魯這類國家，所有的才智都將是毫無用武之地……在市場經濟的系統下，正好能讓我充分發揮專長，而且所獲得的財富更是不成比例。如同拳王泰森（Mike Tyson）一樣，只要能在10秒內擊倒一個人，便可賺取1000萬美元，而且全世界都願意付錢給他。同樣地，打擊率高達三成六的棒球選手，全世界也很願意付錢。但若換成是一個出類拔萃的教師、一個不可多得的護士，可能就沒人願意付錢了。現在，我想做的是改變這樣的社會價值系統，讓它有重新調整的可能。當然，我們不見得辦得到，但當這個社會，可以讓一個具有特殊才藝的人，獲得無比的消費能力。也許你有一副好歌喉，不管是上電視或其他的場所，每個人都不惜花大錢請你演出。我想，你能夠獲得的好處都是取之於社會，而你也必須回報的。」 |

|  | 「我對自己所擁有的錢，沒有任何的罪惡感，因為這些錢，代表了無數未來將由社會來兌現的支票。我不過是擁有許多支票，可以轉化成消費。如果願意，我可以雇用一萬個人，每天只要幫我作畫就好，如此一來，國民生產總值（GNP）便可提昇。但這些事是毫無作用的，只會讓那些原本可以進行愛滋病研究、教學、或相關的醫護人員減少許多而已。不過，我不會做這種事，因為我很少去兌現支票，物質生活原本就不是我所追求的。因此，在我和妻子離開人世時，我會將這些支票全部捐獻出來，作為慈善之用。」 |

自2000年開始，巴菲特透過網路拍賣的方式，為格來得基金會（Glide Foundation）募款。底價2.5萬美元起拍，以獲得與巴菲特共進晚餐的機會。目前（2022年6月19日）為止，最高成交價為匿名競標者的1900萬美元。2011年，基金经理韦施勒（Ted Weschler）匿名出价263万美元，获得了与巴菲特共进午餐的机会。2011年9月，81岁的“奥马哈先知”最终聘用了韦施勒出任伯克希尔的投资经理。
2006年9月，巴菲特將他的福特林肯座車拍賣，以資助格羅斯公司（Girls, Inc.）的慈善活動，該車在拍賣網站eBay上面，以73,200美元賣出。
根據2019年《福布斯》的統計，他終身捐贈388億美元，佔其淨資產的32%。

## 管理風格
華倫·巴菲特認為自己最大的價值，是來自於資本管理的能力。他主要的責任，是提供資本給經濟狀況良好的企業，並保留原有的管理階層，繼續帶領公司成長。
每當巴菲特對某一企業表示有收購的興趣時，他會對企業主清楚地表示： 
1. 他不會干涉公司的運作或治理；
2. 他將決定最高主管的雇用與薪酬規定；
3. 任何分配給該企業的資金都有標價（一最低報酬率）；此一程序在鼓勵企業主，將營運產生，但再投入的回報率不高於前述標價的多餘資金，歸還給波克夏總部，而非滯留於該事業低回報的項目上。這些現金便可釋放出來，以投資在較高報酬率的機會上。

華倫·巴菲特所採用的「放手（hands-off）」模式，不但極具吸引力，而且讓管理者有自由發揮的空間，使他們能表現得就像企業主一樣，制定出最後的決策。由於賣方在所有權售出後，仍可在企業的經營上，獲得想要擁有的獨立空間。因此巴菲特的收購策略，往往有令人滿意的價格出現。
除了現金流的管理能力外，華倫·巴菲特在資產負債表的管理上也可圈可點。自從接掌波克夏之後，巴菲特在制定決策上，特別注重其對資產負債表的影響，成功讓波克夏的債信評等，始終維持在信用評等機構穆迪（Moody's）所評價的最高等級AAA，因此能享有最低的舉債成本。根據2005年的資料，全球只有八家公司的債信評等，能維持在此一水準。華倫·巴菲特對波克夏的狀況相當滿意，相信它是少數能在經濟及自然災害中屹立不搖的企業。華倫·巴菲特近年來也不斷重申，波克夏旗下的巨災保險事業，是他認為唯一在金融風暴中，仍可不受影響、繼續營運下去的業者，但是他亦不會在保險事業上等候太久，反而他會將波克夏旗下資金，投資在他所看上的公司，增加獲利回饋。

## 投資公司
由此列表可以清楚看出巴菲特的投資策略，其特點之一為著眼於傳統產業而很少接觸高科技類股（IBM除外）。

### 完全控股公司
這些是股權幾近100%由波克夏海瑟威持有的公司。
- GEICO - 政府雇员保险公司，美國最大汽車保險業公司之一。
- GeneralRe - 通用再保险公司，美國最大保险公司之一。
- Shaw Industries - 美國的地毯公司。
- Nebraska Furniture Mart - 内布拉斯加家具商城，總部位於巴菲特故鄉奧瑪哈，歷史悠久的家具公司。
- Borsheim's Jewelry - 博希姆公司，歷史悠久的珠寶公司。
- Burlington Northern Santa Fe - 伯灵顿北圣塔菲公司，美國最大的鐵路公司之一。
- Precision Castparts Corp - 公司創立於1949年，總部位於美國俄勒岡州波特蘭，是一家精密金屬零件製造公司，其產品應用在航天工業及一般工業產上，是波音、勞斯萊斯、空客公司、龐巴迪、賽斯納、古德里奇等的指定零配件製造商。

### 大額控股公司
以下這些是有極大額股權由波克夏·哈薩威公司持有或通過子公司間接持有的公司：
- 可口可樂公司 - 波克夏·哈薩威公司持有10%股權，4億股，為最大股東。
- 美國運通 - 波克夏·哈薩威公司持有6%股權，1.51億股，為最大股東。
- 富國銀行 - 波克夏·哈薩威公司持有10%股權，5億股為最大股東。
- 美国合众银行 - 波克夏·哈薩威公司持有4.97%股權，為最大股東。
- 華盛頓郵報公司 - 波克夏·哈薩威公司持有18.1%股權3250萬股，為最大股東。
- 強生公司
- 高盛 - 2.8%股權，為第六大股東。
- 穆迪 - 波克夏·哈薩威公司持有16.1%股權3,807萬股。
- 浦項鋼鐵 - 據波克夏·哈薩威公司2010年年報，該公司持有4.6%股權。
- 比亞迪 - 波克夏·哈薩威旗下的中美能源公司持有10%股權，2.25亿股。
- IBM- 2011年，持有8.5%股權，0.8214億股，最大股東。
- 卡夫亨氏 - 2015年，持有26.8%股權，3.3億股。
- 蘋果公司 - 2017年，持有1.33億股。
- Home Capital Group - 38%，最大股東。

## 著作
首本經授權的自傳《雪球》于2008年9月29日發售。

## 榮譽
2007年，巴菲特獲選為《时代》雜誌世界百大最具影響力人士之一。

## 家庭
- 父親：霍华德·巴菲特（1903年8月13日-1964年4月13日）：共和党员，婚後從事過證券經紀人，曾任1942至1948以及1950至1952年间，兩任的美国国会众议员。
- 母親：萊拉·巴菲特 Leila Stahl Buffett（1904年3月18日-1996年8月30日）[15]：1924年與霍华德·巴菲特結婚，于1996年8月30日逝世，当天是巴菲特66岁生日。
- 第一任配偶：蘇珊·湯普森（1932年6月15日–2004年7月29日，已殁）
  - 長女：Susan Alice Buffett（1953年7月30日-）
  - 长子：Howard Graham Buffett（1954年12月16日-）
  - 次子：Peter Andrew Buffett（1958年5月4日-）；次子前妻Mary Alice Buffett（1952年6月19日-），1977年與前夫育有雙胞胎女兒Erica and Nicole；1981年與巴菲特次子Peter Andrew Buffett再婚；1993年離婚；次子第二任妻子Jennifer A Buffett  （1966年5月10日-），1996年6月结婚；
- 第二任配偶：Astrid Menks（1946年1月31日–）：2006年結婚；

## 外部連結
- .   [2016-06-06]. （原始内容存档于2016-07-01） （英语）.（繁體中文）
- .   [2016-06-06]. （原始内容存档于2016-06-30） （英语）.（繁體中文）
- .   [2016-06-06]. （原始内容存档于2016-07-01） （英语）.（繁體中文）
- .   [2016-06-06]. （原始内容存档于2016-07-01） （英语）.（繁體中文）
- . （原始内容存档于2013-04-09） （英语）.（繁體中文）
- .   [2011-06-30]. （原始内容存档于2020-06-02） （英语）.（繁體中文）
- .   [2011-06-30]. （原始内容存档于2020-12-06） （英语）.（繁體中文）
- .   [2016-03-29]. （原始内容存档于2016-04-10） （英语）.（繁體中文）
- . （原始内容存档于2008-07-23） （英语）.（繁體中文）
- .   [2008-06-26]. （原始内容存档于2020-08-08） （英语）.
- .   [2012-03-21]. （原始内容存档于2013-02-08） （英语）.（繁體中文）
- .   [2021-07-11]. （原始内容存档于2021-07-11） （英语）.（繁體中文）
- 解密沃伦-巴菲特成功之道逆市而动成世界首富 （页面存档备份，存于）中国经济网2014-05-30
- Warren Buffett的X（前Twitter）

| 紀錄                       | 紀錄                    | 紀錄                 |
| -------------------------- | ----------------------- | -------------------- |
| 上一紀錄： 英瓦尔·坎普拉德 | 世界首富 ？年－1995年   | 下一紀錄： 比尔·盖茨 |
| 上一紀錄： 比尔·盖茨       | 世界首富 2008年－2009年 | 下一紀錄： 比尔·盖茨 |